# 日田バスストップ
日田バスストップ（ひたバスストップ）は、大分県日田市大字三和の大分自動車道上にあるバス停留所である。バス事業者の間では、高速日田（こうそくひた）という名称が使われており、一般的にはこの通称名で呼ばれている。
鳥栖JCTから42.9km地点にあり、日田ICから大分寄りに1.4km離れている。日田市街地に最も近い高速道路上のバスストップであるが、日田ICより大分側に位置するため、日田ICを経由して高速道路と日田市街地の間を行き来する「ひた号」は停車しない。

## 停車する系統および隣接停留所
| 路線愛称                             | 運行会社                                  | 下り線側（大分）方面                      | 上り線側（鳥栖）方面          |
| ------------------------------------ | ----------------------------------------- | ----------------------------------------- | ----------------------------- |
| とよのくに号（スーパーノンストップ） | 西日本鉄道 大分交通 大分バス              | 大分（大分駅・トキハ前・新川）            | （降車のみ）                  |
| ゆふいん号（各停）                   | 亀の井バス 日田バス                       | 玖珠インター 由布院                       | （降車のみ）                  |
| サンライト号                         | 長崎県交通局 長崎自動車 大分交通 大分バス | 別府（鉄輪・北浜） 大分（トキハ前・新川） | 杷木 長崎（昭和町・長崎駅前） |

## 最寄りバス停
- 大交北部バス「新天神町」バス停：日田 - 耶馬溪（旬菜館）・柿坂・医療センター間
- 日田バス「高速日田」バス停：日田 - 済生会病院・岩下間